# Jednovolumen
Jednovolumen, monovolumen, MPV (iz eng. multi-purpose vehicle) ili minivan osobni je automobil, koji je svojom veličinom najčešće veći od karavana, a manji od kombija. Ima karoseriju jednovolumenskog oblika, što znači da nema izraženih "izbočina" za prostor motora i prtljažnik. Prtljažnik se nalazi unutar putničke kabine iza stražnjih sjedala, a vozilo je opremljeno s 5 do 8 sjedala. Minivanovi se često koriste i kao dostavna vozila tako da se iz njih izvade jedan ili dva reda stražnjih sjedala.
Prvi minivan bio je Chrysler Voyager proizveden 1984., a već iste godine Renault je modelom Espace proizveo i prvo europsko vozilo tog oblika. Danas su minivanovi izuzetno popularna vrsta vozila i čest odabir većih obitelji, jer pružaju veću prostranost i praktičnost nego karavani, a manje su glomazni od terenaca. U početku su se proizvodili isključivo na nivou više srednje klase, ali danas su dostupni i u nižoj srednjoj (kompaktnoj) i niskoj klasi, gdje se nazivaju microvan. Renault je 1993. modelom Twingo predstavio prvi gradski automobil jednovolumenskog oblika, a ista je marka 1996. predstavila i Scénic, prvi jednovolumen u kompaktnoj klasi.
Riječ je nastala od kombinacije engleskih pojmova "mini" i "van", koji znače "mali kombi".